# Église Notre-Dame-de-l'Assomption d'Ablon-sur-Seine
Pour les articles homonymes, voir Église Notre-Dame et Notre-Dame-de-l'Assomption.
L'église Notre-Dame-de-l'Assomption d'Ablon-sur-Seine est une église paroissiale située dans la commune d'Ablon-sur-Seine.

## Historique

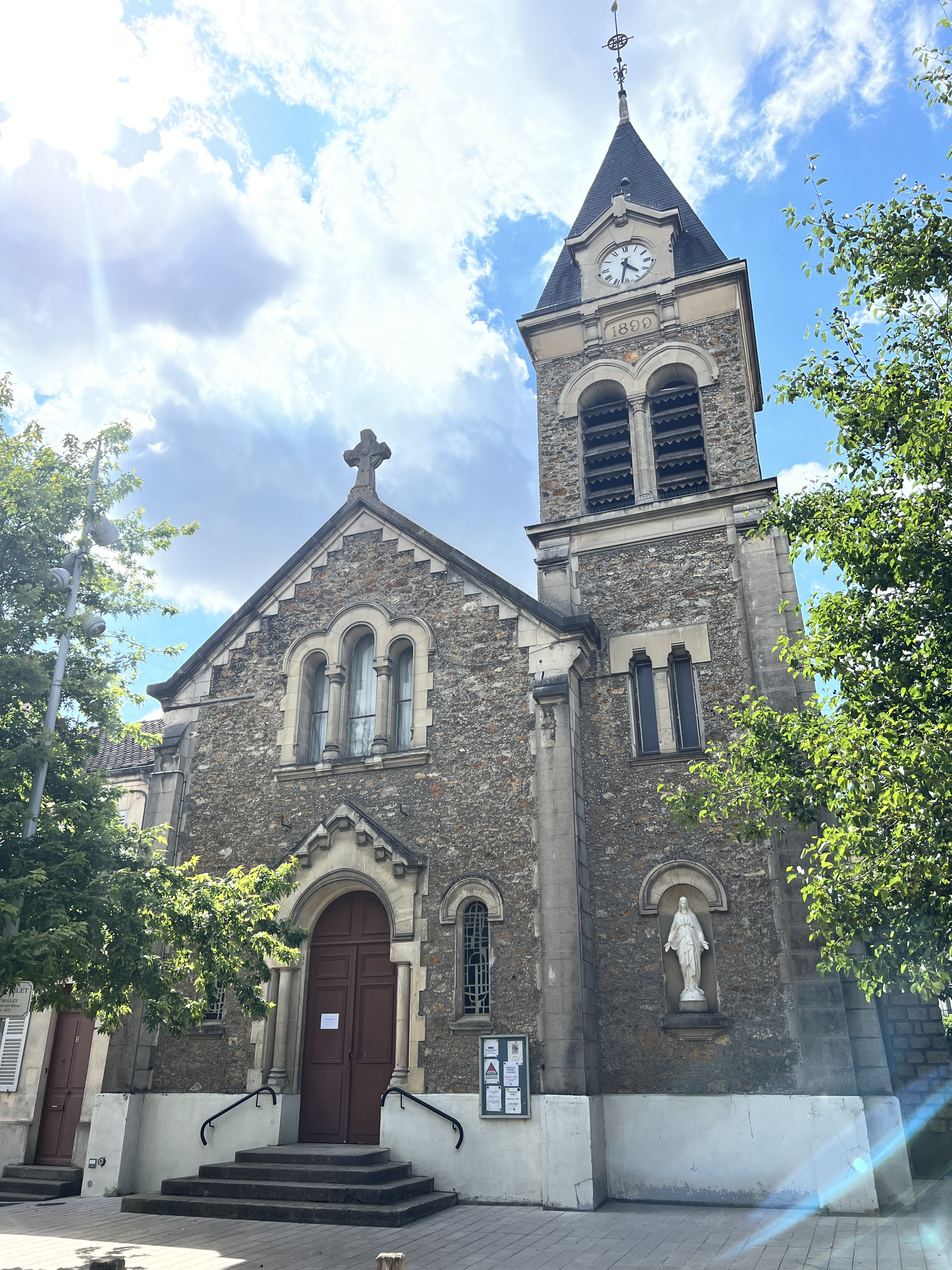
L'église Notre-Dame-de-l'Assomption en juin 2022.

On construit au XIIe siècle une première chapelle, dédiée à la Sainte-Vierge. Cet édifice est détruit en 1841 et remplacé par l'église actuelle.
Dans les années 1960, afin de moderniser l'édifice, le transept et le chœur sont détruits pour être remplacés par un nouveau chœur à six travées, conçu par l'architecte Griat.
Lors de ces travaux, de larges baies sont ouvertes et ornées de vitraux contemporains en dalles de verre, évoquant la vie de Saint Louis et celle de la Vierge.

## Description
Elle est construite selon un plan allongé, terminé sur un chevet plat. Une tour-clocher avec abat-son s'élève sur le côté droit de la façade.

## Mobilier
De l'ancienne chapelle a été conservée une dalle funéraire de 1458. On y trouve aussi un tableau représentant le Christ devant le Sanhédrin.